# Vogelsang (Röthenbach)
Vogelsang (westallgäuerisch: im Foglsang) ist ein Gemeindeteil der Gemeinde Röthenbach (Allgäu) im bayerisch-schwäbischen Landkreis Lindau (Bodensee).

## Geographie
Der Weiler liegt circa drei Kilometer südwestlich des Hauptorts Röthenbach und zählt zur Region Westallgäu. Nordwestlich der Ortschaft befindet sich ein Toteisloch.

## Ortsname
Der Ortsname stammt vom mittelhochdeutschen vogelsang bzw. vogelsanc und bezeichnet einen Flurnamen, der ein Wäldchen bzw. Buschwerk mit Vogelnistplätzen beschreibt. So bedeutet der Name (Siedlung am) kleinen Wäldchen, der mit dem Gesang von Vögeln assoziiert wird.

## Geschichte
An der Stelle des heutigen Orts soll sich eine altgermanische Feuerstätte befunden haben. Vogelsang wurde erstmals urkundlich im Jahr 1485 mit Knuppin von Fogelsangs erwähnt. 1769 fand die Vereinödung des Orts mit vier Teilnehmern statt. Der Ort gehörte einst der Herrschaft Horben zu Ringenberg und dem Gericht Grünenbach in der Herrschaft Bregenz an.

## Baudenkmäler
- Siehe: Liste der Baudenkmäler in Vogelsang